# Martyna Swatowska-Wenglarczyk
Martyna Swatowska-Wenglarczyk (Szczecin, 8 de julho de 1994) é uma esgrimista polonesa.

## Carreira
Em 2011, conquistou a medalha de prata do Campeonato Europeu de Juniores no torneio por equipes (com Karolina Mroch , Kamila Strug e Jagoda Zagała), e em 2014, conquistou a medalha de bronze do Campeonato Mundial de Juniores no torneio por equipes (com Kamila Pytka, Jagoda Zagała e Aleksandra Zamachowska). Em 2017, ela se tornou campeã europeia individual juvenil e ganhou duas vezes medalhas de bronze nos campeonatos europeus juvenis no torneio por equipes.
Nos Jogos Olímpicos de Verão de 2024, em Paris, conquistou a medalha de bronze na disputa de espada por equipes ao lado de Aleksandra Jarecka, Alicja Klasik e Renata Knapik-Miazga.